# Горбоноса гадюка
Горбоноса гадюка (Hypnale) — рід отруйних змій родини Гадюкові. Має 3 види.

## Опис
Загальна довжина досягає 55 см. Голова широка, трикутна. Передня частина морда сильно піднята догори. Звідси й походить назва роду. Тулуб стрункий, кремезний. Забарвлення рожеве, жовтувате, світло—коричневе, помаранчеве, оливкове.

## Спосіб життя
Полюбляють сіухі та вологі лісові місцини, посівні площі, плантації. Активні здебільшого вночі. Живляться ящірками, дрібними зміями, жабами, гризунами, яйцями.
Отрута не становить загрози життю людини.
Це яйцеживородні змії. Самиці народжують до 10 дитинчат.

## Розповсюдження
Мешкають у південній Індії та на о.Шрі-Ланка.

## Види
- Hypnale hypnale
- Hypnale nepa
- Hypnale zara